# Cyclisme aux Jeux de la Francophonie de 2023
 (avril 2025).
Si vous disposez d'ouvrages ou d'articles de référence ou si vous connaissez des sites web de qualité traitant du thème abordé ici, merci de compléter l'article en donnant les références utiles à sa vérifiabilité et en les liant à la section « Notes et références ».
Navigation
Édition précédente
Les épreuves de cyclisme des Jeux de la Francophonie de 2023 se déroulent le 30 juillet 2023 à Kinshasa, en république démocratique du Congo. 2 épreuves de cyclisme sur route ont lieu.

## Podiums
| Épreuves                  | Or               | Argent                | Bronze          |
| ------------------------- | ---------------- | --------------------- | --------------- |
| Course en ligne masculine | Achraf Ed Doghmy | Nasr Eddine Maatougui | Catalin Buta    |
| Course en ligne féminine  | Salma Hariri     | Chaimae Ez-Zakraouy   | Wissal Baoubbou |

## Tableau des médailles
| Rang  | Nation   | Or | Argent | Bronze | Total |
| ----- | -------- | -- | ------ | ------ | ----- |
| 1     | Maroc    | 2  | 2      | 1      | 5     |
| 2     | Roumanie | 0  | 0      | 1      | 1     |
| Total | Total    | 2  | 2      | 2      | 6     |